# Emil Holm (fodboldspiller)
 For alternative betydninger, se Emil Holm. (Se også artikler, som begynder med Emil Holm)
Emil Alfons Holm (født 13. maj 2000 i Göteborg), er en svensk fodboldspiller som spiller for Atalanta B.C., udlejet fra Spezia.